# Dasyhelea dioxyria
Dasyhelea dioxyria är en tvåvingeart som beskrevs av Hao och Yu 2001. Dasyhelea dioxyria ingår i släktet Dasyhelea och familjen svidknott.
Artens utbredningsområde är Guangdong (Kina). Inga underarter finns listade i Catalogue of Life.